# Іщенко Григорій Андрійович
Григорій Андрійович Іщенко (нар. 29 липня 1946, Кіровоград) — радянський та український футболіст, півзахисник.

## Кар'єра гравця
Його першим тренером в кіровоградській ДЮСШ був Володимир Прокопович Рєзніков. Розпочав грати у олександрійському «Шахтарі», потім потрапив до київського «Динамо», де відіграв два сезони в дублі. Тоді повернувся додому у кіровоградську «Зірку». Пізніше виступав за «Динамо» (Хмельницький). Закінчив кар'єру гравця у миколаївському «Суднобудівнику».

## Тренерська кар'єра
Після закінчення сезону 1976 року приступив до тренерської діяльності в ДЮСШ «Суднобудівника». В липні 1979 року змінив Юрія Войнова на посту старшого тренера миколаївського клубу. У 1982 очолив хмельницьке «Поділля». У 1985 році знову працював старшим тренером «Поділля» (Хмельницький). Пізніше тренував рідну кіровоградську «Зірку». У 1991 році повернувся у Хмельницький, де керував спочатку «Поділлям», а після вояжу у Мукачево і «Адвісом». Потім очолював «Полісся» (Житомир) і «Поліграфтехніку» (Олександрія). В вересні 2003 року Григорій Іщенко разом з Романом Покорою і Володимиром Фігелем приїхали в Миколаїв рятувати місцевий клуб від вильоту у другу лігу. В результаті МФК Миколаїв завершив першість на 12-му місці. У наступному сезоні Григорій Іщенко працював головним тренером цієї команди.

## Досягнення
Чемпіон УРСР (друга ліга шоста зона): 1974